# 格林維爾章克申 (緬因州)
格林維爾章克申（英語：Greenville Junction）是位於美國緬因州皮斯卡特奎斯縣的一個非建制地區。

## 地理
格林維爾章克申所處的海拔為高於海平面317米（即1040英呎），而該地所採用的時區為UTC-5，即北美东部時區（EST）。同時該地設有夏令時間，為UTC-5調快一小時，即UTC-4（EDT）。